# 刘恺 (东汉)
刘恺（1世紀—124年）。字伯豫，东汉长安县（陕西省西安市）人，东汉大臣。

## 生平
刘恺该袭封刘般的爵位，让与弟刘宪，遁逃避封。章和年间，有司奏请绝刘恺之国。他远游四方。永元十年（98年），召为郎，担任侍中。永初元年（107年），刘恺担任太常，112年，开始任司空，元初二年（115年），担任司徒。当时担任征西校尉任尚以奸利获罪，因为任尚是大将军邓骘党羽，太尉马英、司空李郃根据邓骘的意见包庇任尚，刘恺不从，朝中称誉。永宁元年（120年），称病求退，回归故里。汉安帝亲政，又任命他为太尉，反对禁锢罪人子孙。三年后，辞官，在家一年，去世。

## 家族
汉朝宗室，高祖父汉宣帝之子楚孝王刘嚣。曾祖父楚思王刘衍，祖父刘纡。居巢侯劉般少子。

## 传记文献
- 《后汉书》卷三十九·刘赵淳于江刘周赵列传第二十九